# Al 7-lea cer
Al 7-lea Cer (7th Heaven) este un serial american, difuzat în România din 2000 până în prezent (sezonul 6-la Prima TV; sezonul 11-la Acasă TV). Are în total 11 sezoane a câte 22 de episoade fiecare, iar în total 243 de episoade. În America a fost difuzat de la 26 august 1996 până la 13 mai 2007, iar acum încă se redifuzează episoadele. Serialul se transmite în peste 50 de țări.
Un serial tipic american, cu mesaje mobilizatoare și moralizatoare după fiecare episod și situații de viață care pot părea complicate, dar în fața cărora părinții își învață copii să ia decizii importante, determinante pentru viitorul lor.
Fie că este vorba de căsătorie, lucruri rele, bucurii sau despărțiri, toate problemele sunt depășite de către familia Camden fiind împreună și realizând că numai cu încredere, adevăr, sinceritate și corectitudine pot fi o familie adevărată.
Serialul este regizat de Brenda Hampton și produs de Aaron Spelling. Este cel mai longeviv serial american de familie din istoria televiziunilor lor, rulând pe micile ecrane până în anul 2006.
Din distribuție mai fac parte Barry Watson (Matt Camden), David Gallagher (Simon Camden), Jessica Biel (Mary Camden), Tyler Hoechlin (Martin), Beverley Mitchell (Lucy Camden Kinkirk), MacKenzie Rosman (Ruthie Camden), Ashlee Simpson (Cecilia Smith), Rachel Blanchard (Roxanne Richardson), Jeremy London (Chandler Hampton), George Stults (Kevin Kinkirk), Haylie Duff (Sandy Jameson).

## Personaje

### Principale
- Reverndul Eric Camden (Stephen Collins) este tatăl și capul familiei Camden. Este preot protestant și are 7 copii împreună cu Soția sa Annie. Într-un episod din sezonul 2, a fost împușcat.
- Annie Camden (Catherine Hicks) mama cea iubitoare și grijulie. De profesie ... "Doar MAMĂ". Este cea care se ocupă de toate neînțelegerile familiei sale.
- Matt Camden (Barry Watson) este primul și cel mai mare copil al familiei Camden. De profesie medic, acesta avea doar 17 ani în primul episod și 27 în ultimul.
- Mary Camden *(Jessica Biel) Mary Rivera, numele actual este prima fată a familiei. În primul episod, aceasta nu avea nici 14 ani împliniți, iar în ultimul, fix 24 de ani.
- Lucy Camden (Beverley Mitchell) este al treilea copil al familiei Camden. Pe numele actual, Lucy Camden-Kinkirk este reverend -alături de tatăl ei- la biserica protestantă din Glenoak. Are o fetiță de 1 an (în ultimele ep.) A debutat la vârsta de doar 12 ani și jumătate, și și-a terminat "prestația" la 23 de ani.
- Simon Camden (David Gallagher) este al patrulea copil. În primul episod avea aproape 9 ani, iar în ultimul, deja 19 ani.
- Ruthie Camden (Mackenzie Rosman) micuța de doar 6 anișori din primul sezon, are acum peste 16 ani și jumătate. Dacă în primul episod zicea că "Ea nu va fi în stare să facă grădinița", în ultimul se pregătește de anul absolvirii.
- Sam și David Camden (Gemenii Brino) ... aduși la viață doar în sezonul 3, la final ei se pregătesc să termine clasa întâi de școală.
- Kevin Kinkirk (George Stults) este soțul lui Lucy și tatăl micuței Savannah.
- Happy (Happy) este câinele lui Simon și al familiei Camden. A fost primit drept cadou pentru Simon în sezonul 1 . Cât a fost mic, Simon a avut mereu grijă de el. într-un episod al sezonului 2, pe Happy l-a călcat mașina! Din fericire s-a recuperat în câteva episoade. În continuare, este și va fi mereu mascota serialului Al 7-lea Cer !

### Secundare
- Robbie Palmer (Adam LaVorgna)  este prietenul lui Mary, dar într-un episod al sezonului 4, se ceartă deoarece el o aduce într-o cameră la hotel, mințind-o că o duce la restaurant. Apoi, el devine prietenul lui Lucy- în sezonul 6, și stă câteva luni la familia Camden. Apoi, dispare din serial definitiv
- Shana Sullivan (Maureen Flaningan) a fost prietena lui Matt în sezoanele 2,3 și 4. Dar, ea se decide să plece la New York. Matt vrea să se mute la ea, dar din cauza banilor...cedează. Relația la distanță durează doar 2-3 luni, apoi cei doi se despart, la finalul sezonului 4.
- Cecilia Smith (Ashlee Simpson) este prietena lui Simon în sezoanele 7,8 și 9. La începutul sezonului 9, cei doi se despart...
- T-bone (Colton James) este iubitul lui Ruthie, pe o perioadă a sezonului 10.
- Savannah Kinkirk (Margaret DeVille) este fiica lui Lucy și a lui Kevin. Născută în sezonul opt, micuța Savannah rostește primele cuvinte în sezonul 11.

## Episoade

### Sezonul 1 (1996)
- 1) "Tot ce-ti Doresti"
- 2) "Secrete de familie"
- 3) "Bate la Ochi"
- 4) "Nunta"
- 5) "Culoarea lui Dumnezeu"
- 6) "Halloween"
- 7) "Sâmbata"
- 8) "Ce vor spune oamenii ?"
- 9) "Nu-l asculta pe cel Rău!"
- 10) "Ultimul apel al Mătușei Julie"
- 11) "Acum ma vezi"
- 12) "Cu puțin ajutor de la prietenii mei"
- 13) "Cel mai cautat om din America"
- 14) "Sapte e destul !!!"
- 15) "Valentin Fericit"
- 16) "O noua lume"
- 17) "Alegeri"
- 18) "Intamplari nefericite"
- 19) "E vorba de George"
- 20) "Ia-ti ramas bun"
- 21) "Legaturi periculoase 1"
- 22) "Legaturi periculoase 2"

### Sezonul 2 (1997)
- 1) "Nu îmi lua dragostea !"
- 2) "Ne vedem în septembrie"
- 3) "Te iubesc"
- 4) "Cui îi pasă?"
- 5) "Cine a zis asta?"
- 6) "Este greu să te desparți"
- 7) "Fetele vor doar să se distreze"
- 8) "Fă ceva"
- 9) "Te urăsc!"
- 10) "Doar îndrăznește!"
- 11) "Urmează-mă,sau dă-te la o parte!"
- 12) "Pentru a judeca"
- 13) "Stând cu Tine"
- 14) "Caseta Roșie"
- 15) "Vine acasă"
- 16) "Se duce la țară"
- 17) "Poți doar schimba"
- 18) "Tipul visurilor mele"
- 19) "Timpul pentru a părăsi cuibul"
- 20) "Ca un Harlot"
- 21) "Iubiți și Iubite-partea 1"
- 22) "Iubiți și Iubite-partea a 2-a"

### Sezonul 3 (1998)
- 1) "O iau și pe asta,Baby!"
- 2) "Bea ca mine"
- 3) "Cei mai scumpi"
- 4) "Legea"
- 5) "Și unul drăguț"
- 6) "Casa curajosului"
- 7) "Jonny,ia-ți arma!"
- 8) "Să vorbim despre sex"
- 9) "Sex,câteva Droguri și puțin Rock'n'Roll!"
- 10) "Vine Moș Crăciun!'
- 11) "Nimeni nu știe"
- 12) "Tot acel Jazz"
- 13) "Triburi"
- 14) "Femeia"
- 15) "S-a întâmplat într-o seară"
- 16) "Paranoia"
- 17) "Ceva ce doar soarta o știe"
- 18) "Noi,oamenii..."
- 19) "Vovea"
- 20) "Toți câinii ajung în Rai!"
- 21) "O altă provocare-partea 1"
- 22) "O altă provocare-partea a 2-a"

### Sezonul 4 (1999)
- 1) "Un organ numit INIMA"
- 2) "Viața e așa frumoasă'
- 3) "Yak Sada"
- 4) "Vino să șofezi cu mine"
- 5) "Cu onoare"
- 6) "Așteaptă și vei vedea"
- 7) "Alte Expicații-partea 1"
- 8) "Alte Explicații-partea a 2-a"
- 9) "Rufele Murdare"
- 10) "Nasul cui ?"
- 11) "Nu mă uita !"
- 12) "Eu am făcut totul!"
- 13) "Ce încerci să faci?"
- 14) "Cuvinte"
- 15) "Mă iubește,nu mă iubește"
- 16) "Zi ceva pentru mine"
- 17) "Doisprezece oameni furioși"
- 18) "Visuri"
- 19) "Vorbește-mi!"
- 20) "Mincinos,mincinos"
- 21) "Dragostea miroase urât-partea 1"
- 22) "Dragostea miroase urăt-partea a 2-a"

### Sezonul 5 (2000)
- 1) "O luăm de la capăt !"
- 2) "Ajutor!"
- 2) "Demascat"
- 3) "Despărțirea"
- 4) "Ratați'
- 5) "La distanță"
- 6) "Adio"
- 7) "Alte probleme
- 8) "Tunuri"
- 9) "Surpriză!"
- 10) "Acasă"
- 11) "O sută"
- 12) "Sărutul"
- 13) "O zi specială"
- 14) "Petrecărețul"
- 15) "Poate"
- 16) "Părinți"
- 17) "Nebun"
- 18) "Scuzele"
- 19 "Camden,virginul"
- 20) "Regrete"
- 21) "Alte Șanse-partea 1"
- 22) "Alte Șanse-partea a 2-a"

### Sezonul 6 (2001)
- 1) "Schimbări"
- 2) "Plictisit"
- 3) "Simpatie"
- 4) "La Treabă"
- 5) "Relații"
- 6) "Despărțirea"
- 7) "Predica"
- 8) "Ay Carumba"
- 9) "Pierdut"
- 10) "Consider că..."
- 11) "Patetic"
- 12) "Suspiciuni"
- 13) "Băutura"
- 14) "Pantaloni "Fierbinți""
- 15) "O voi face-partea 1"
- 16) "O voi face-partea a 2-a"
- 17) "Serviciu"
- 18) "Inelul"
- 19) "O las să plece"
- 20) "Soldatul Cunoscut"
- 21) "Războiul Sfânt-partea 1"
- 22) "Războiul Sfânt-partea a 2-a"

### Sezonul 7 (2002)
- 1) "Afaceri de Maimuță-partea 1"
- 2) "Afaceri de Maimuță-partea a 2-a"
- 3) "Inamicul din Tine"
- 4) "Bowling pentru Eric"
- 5) "Kintesența"
- 6) "Cu ochii pe Eric"
- 7) "Gabrilelle îți suflă Hornul"
- 8) "Presiuni"
- 9) "Suflete Pierdute"
- 10) "Strigăt de Ajutor"
- 11) "Duminica"
- 12) "În spate"
- 13) "Nu este întotdeauna vorba despre tine"
- 14) "Fumează"
- 15) "O iubesc pe Lucy"
- 16) "Ridică-te în Picioare"
- 17) "Anxietate gravă"
- 18) "<<DA>>"
- 19) "Această atingere-partea 1"
- 20) "Această atingere-parea a 2-a"
- 21) "Viață și Moarte-partea 1"
- 22) "Viață și Moarte-partea a 2-a"